# Allaines
Allaines és un municipi francès situat al departament del Somme i a la regió dels Alts de França. L'any 2007 tenia 435 habitants.

## Demografia

### Població

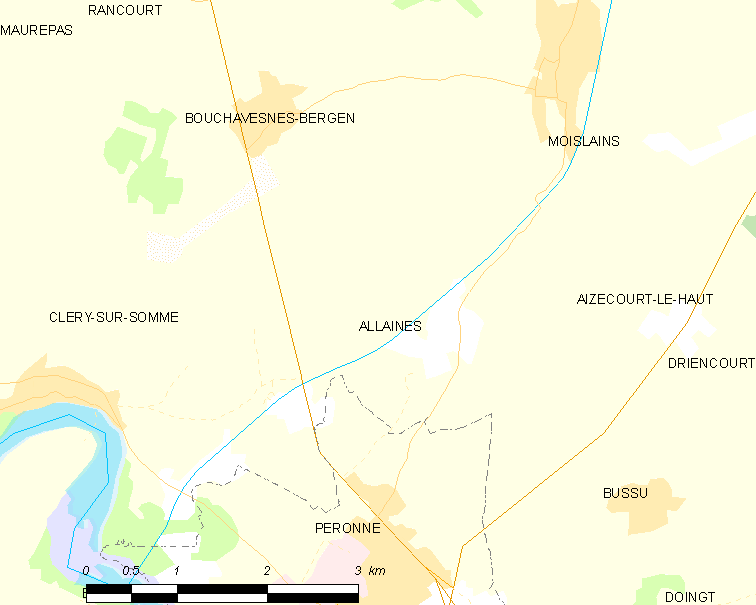

El 2007 la població de fet d'Allaines era de 435 persones. Hi havia 170 famílies de les quals 36 eren unipersonals (16 homes vivint sols i 20 dones vivint soles), 57 parelles sense fills, 65 parelles amb fills i 12 famílies monoparentals amb fills.

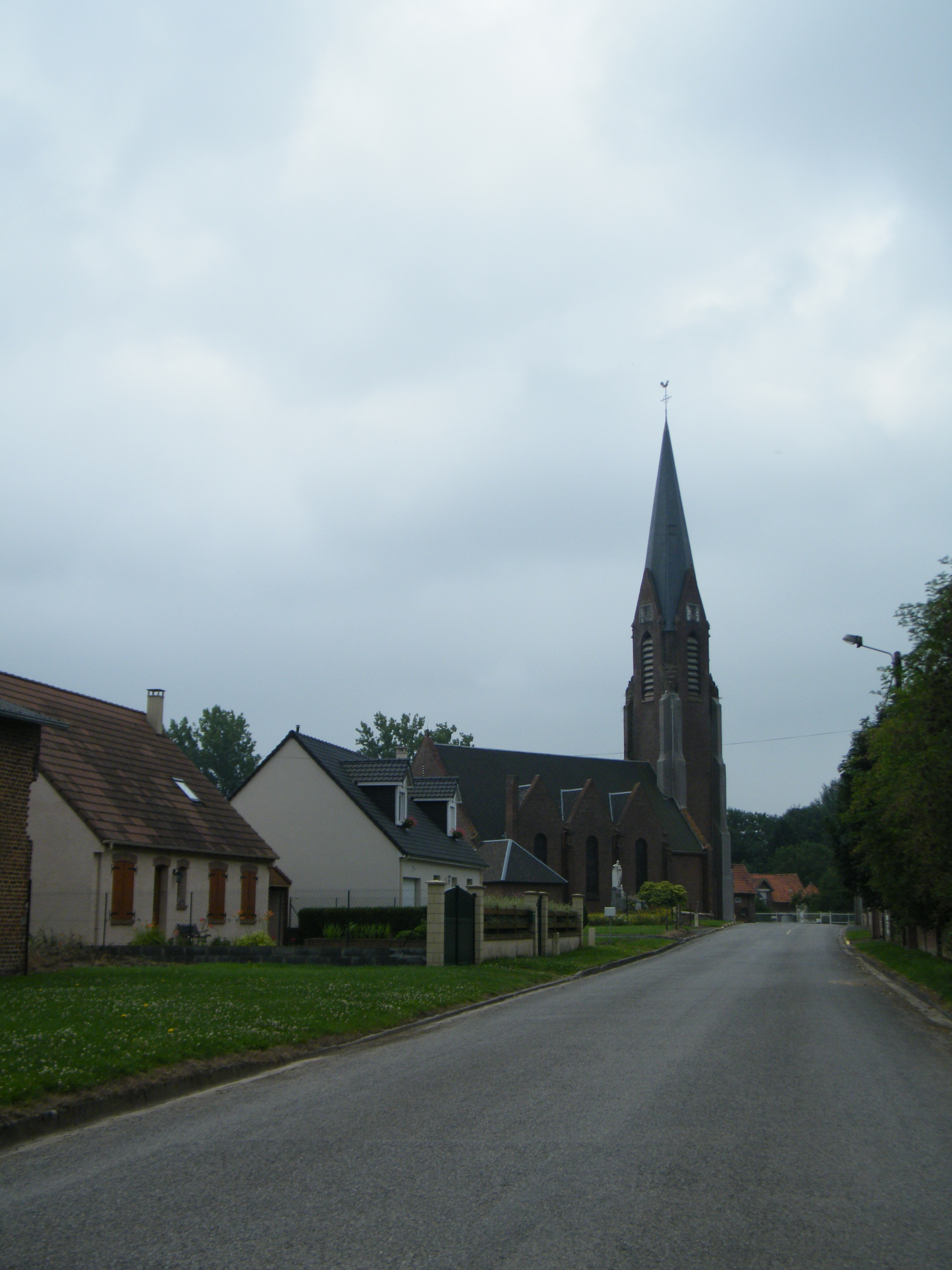

La població ha evolucionat segons el següent gràfic:
Habitants censats

### Habitatges
El 2007 hi havia 181 habitatges, 174 eren l'habitatge principal de la família, 3 eren segones residències i 4 estaven desocupats. Tots els 179 habitatges eren cases. Dels 174 habitatges principals, 130 estaven ocupats pels seus propietaris, 34 estaven llogats i ocupats pels llogaters i 10 estaven cedits a títol gratuït; 1 tenia una cambra, 5 en tenien dues, 23 en tenien tres, 46 en tenien quatre i 99 en tenien cinc o més. 123 habitatges disposaven pel capbaix d'una plaça de pàrquing. A 87 habitatges hi havia un automòbil i a 64 n'hi havia dos o més.

### Piràmide de població

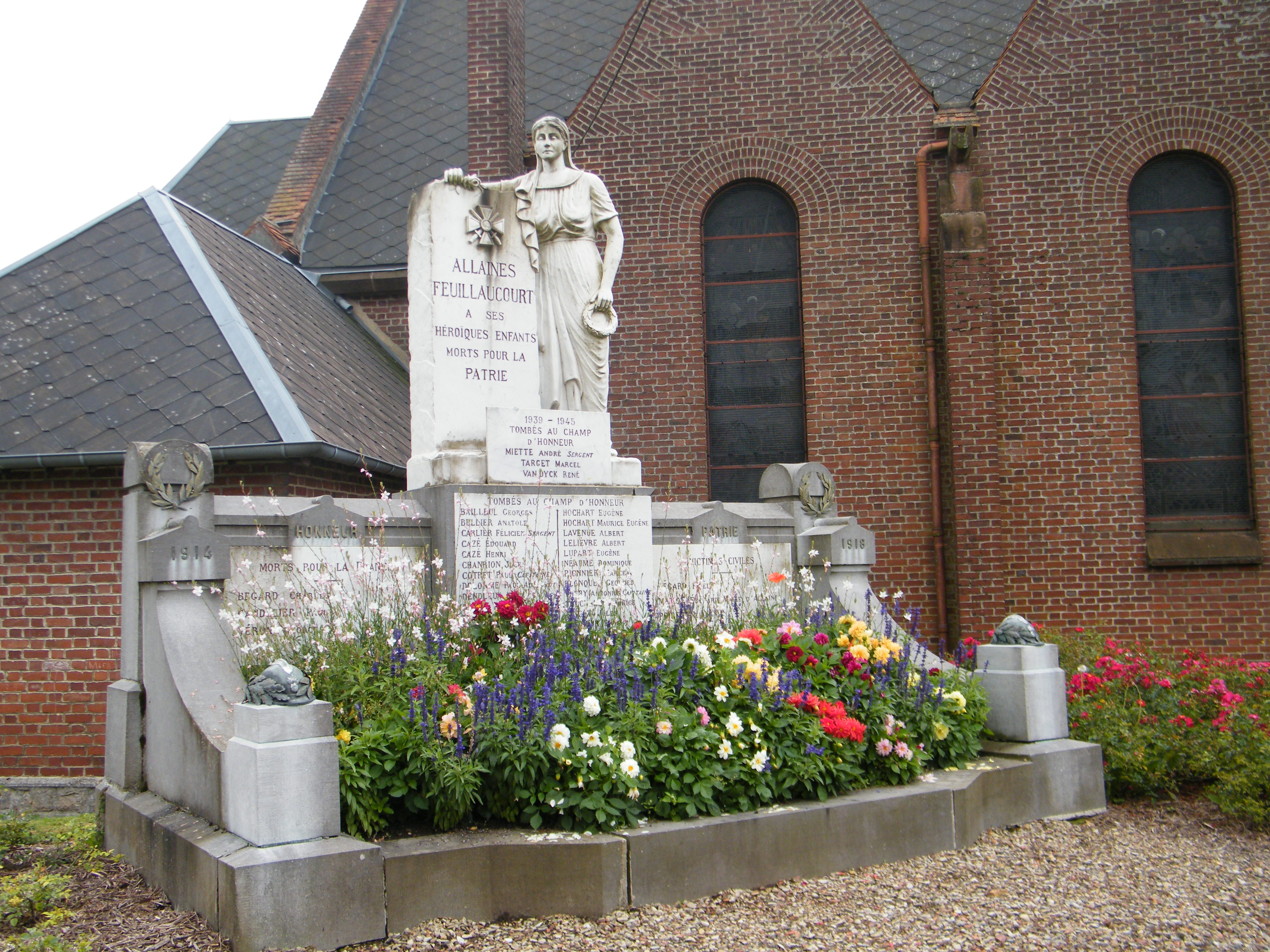

La piràmide de població per edats i sexe el 2009 era:
| Homes | Edats   | Dones |
| ----- | ------- | ----- |
| 0     | 95 o +  | 0     |
| 4     | 90 a 94 | 4     |
| 4     | 85 a 89 | 4     |
| 4     | 80 a 84 | 4     |
| 8     | 75 a 79 | 4     |
| 8     | 70 a 74 | 8     |
| 4     | 65 a 69 | 8     |
| 20    | 60 a 64 | 16    |
| 8     | 55 a 59 | 4     |
| 24    | 50 a 54 | 28    |
| 8     | 45 a 49 | 8     |
| 24    | 40 a 44 | 8     |
| 16    | 35 a 39 | 16    |
| 16    | 30 a 34 | 12    |
| 20    | 25 a 29 | 16    |
| 8     | 20 a 24 | 0     |
| 8     | 15 a 19 | 12    |
| 8     | 10 a 14 | 12    |
| 16    | 5 a 9   | 4     |
| 0     | 0 a 4   | 4     |

## Economia

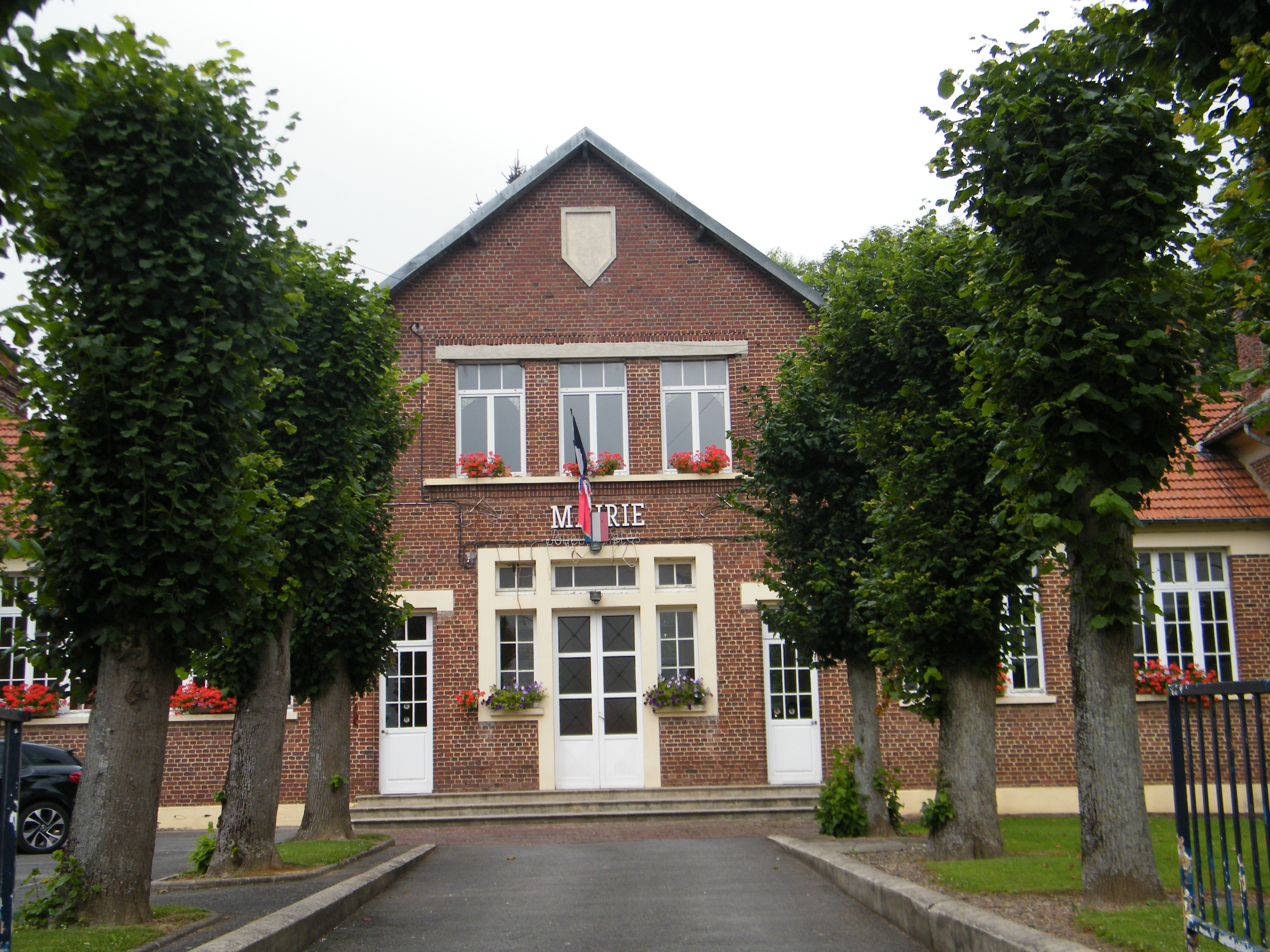

El 2007 la població en edat de treballar era de 308 persones, 206 eren actives i 102 eren inactives. De les 206 persones actives 183 estaven ocupades (109 homes i 74 dones) i 23 estaven aturades (9 homes i 14 dones). De les 102 persones inactives 37 estaven jubilades, 29 estaven estudiant i 36 estaven classificades com a «altres inactius».

### Ingressos

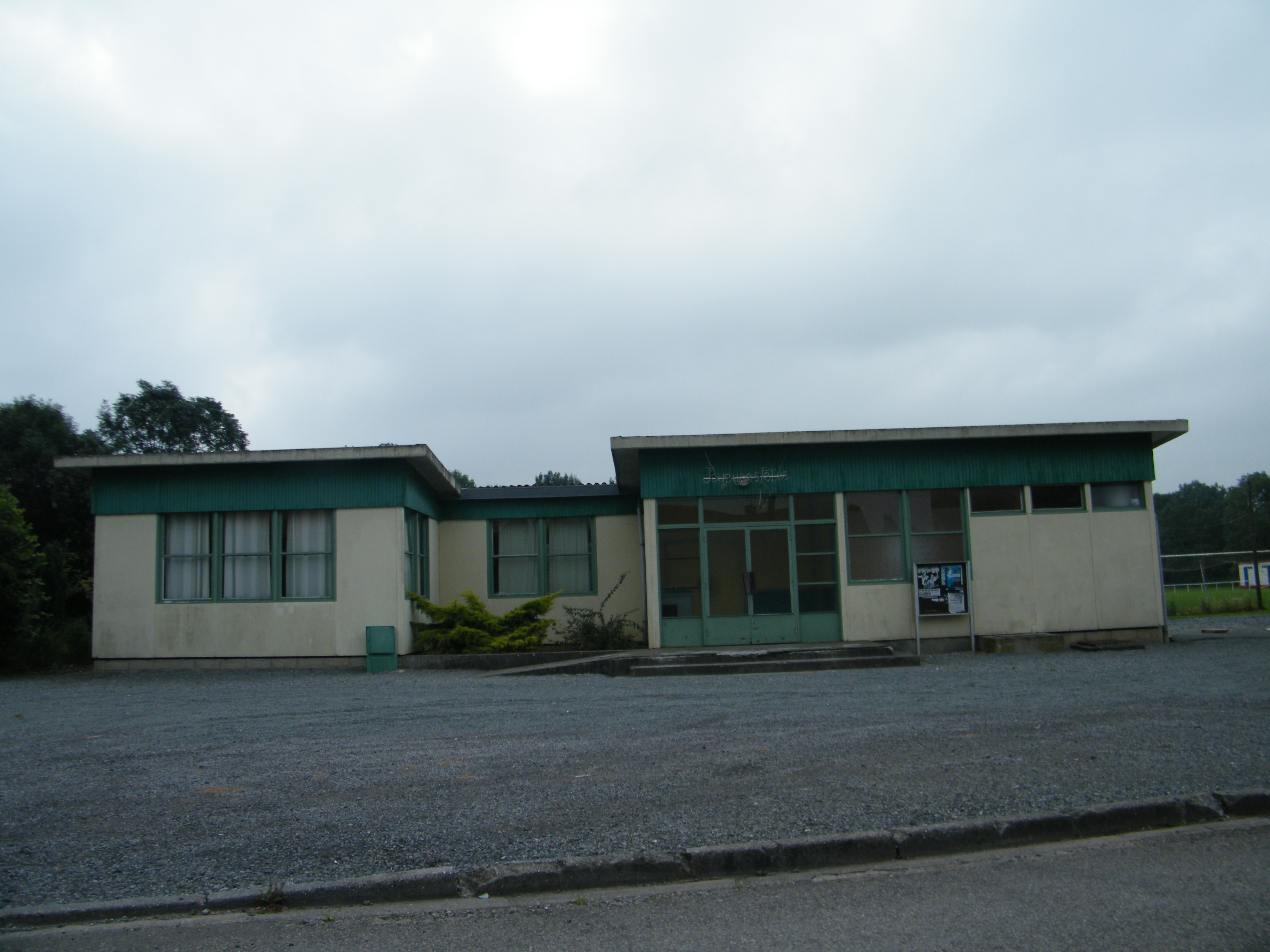

El 2009 a Allaines hi havia 174 unitats fiscals que integraven 421 persones, la mediana anual d'ingressos fiscals per persona era de 15.956 €.

### Activitats econòmiques
Dels 12 establiments que hi havia el 2007, 1 era d'una empresa extractiva, 1 d'una empresa alimentària, 2 d'empreses de construcció, 5 d'empreses de comerç i reparació d'automòbils, 2 d'empreses de transport i 1 d'una empresa immobiliària.
Dels 2 establiments de servei als particulars que hi havia el 2009, 1 era una fusteria i 1 electricista.
Dels 3 establiments comercials que hi havia el 2009, 1 era una botiga de menys de 120 m², 1 una botiga de roba i 1 una sabateria.
L'any 2000 a Allaines hi havia 8 explotacions agrícoles que ocupaven un total de 688 hectàrees.

## Equipaments sanitaris i escolars
El 2009 hi havia una escola elemental.

## Poblacions més properes
El següent diagrama mostra les poblacions més properes.